# Michels eiserne Faust
Michels eiserne Faust ist ein humoristischer Propaganda-Stummfilm von 1914 aus der Hand von Heinrich Bolten-Baeckers.

## Handlung
Die Handlung spielt zu Beginn des Ersten Weltkriegs und ist durchgehend als Allegorie gehalten. Michel, das ist ein gutmütiger, handfester, grundehrlicher Pfeifenraucher mit Zipfelmütze. Er hat ein nettes Häuschen mit Garten, dafür ist er umringt von bösen Nachbarn. Da ist beispielsweise der brutale Iwan, der mürrisch seine Knute schwingt. Kaum ist er fort, taucht das neiderfüllte Gesicht der Marianne auf. Wo sich Marianne befindet, da ist auch der hämische Tommy Atkins, ein blasierter Parade-Soldat, nicht fern, der Inbegriff des „perfiden Albions“. Während der deutsche Michel sich durch keinen der Drei aus der Ruhe bringen lässt, kokettiert die verführerische Marianne auf einer Bank mit ihren beiden Verehren Iwan und Tommy. Noch weiß sie nicht, wem sie ihre Gunst schenken soll, auch wenn ihre beiden Verehrer sie stürmisch umarmen. Michel ist dies alles wurscht, er geht zurück in sein Häuschen und bekränzt lieber seine drei Kaiser (Wilhelm I., Friedrich III, Wilhelm II.) mit Eichenlaub. Dann setzt er sich hin und liest aus dem Bilderbüchlein über deutsche Heldentaten, sieht Moltke, Bismarck und den Sieger über Napoleon III., Wilhelm I., an sich vorüberziehen. Zufrieden über den Lauf der Geschichte schlummert er ein.
In seinem Traum ist Michel ein Wanderbursche, der eines Tages in eine Schenke einkehrt. Dort schenkt ihm die hübsche Wirtstochter Austria Wein in einen Krug ein. Als sich ein frecher Serbe über ihren Wein hermachen will, fängt er sich von Austria eine kräftige Tracht Prügel ein. Heulend läuft der Serbe zu Väterchen Nikolaus und klagt ihm sein Leid. Der ruft als erstes per Telefon die kesse Marianne an. Marianne und Nikolaus planen nicht weniger, als Austrias treuen Freund Michel zu überfallen, doch Austria warnt Michel vor. Dann rufen Nikolaus und Marianne auch noch Tommy Atkins herbei, der im Kinderwagen einen Japaner-Wicht spazierenfährt. Doch Michel beunruhigt das alles kein Stück, und er nimmt den (eisernen) Besen und kehrt alle aus der Wirtsstube hinaus. Als er am nächsten Morgen wieder erwacht, denkt sich der deutsche Michel: „Wär‘s Wahrheit doch!“

## Produktionsnotizen
Michels eiserne Faust ist ein typisches Beispiel für einen filmischen Schnellschuss als unmittelbare Reaktion auf den Ausbruch des Ersten Weltkriegs. Der im BB-Film-Atelier in Berlin-Steglitz hergestellte Zweiakter passierte im September 1914 die Filmzensur und wurde wohl noch im selben Monat uraufgeführt. Gleich im Anschluss daran stellte Bolten-Baeckers eine Fortsetzung her unter dem Titel Michels Weihnachten 1914. 

## Zeitgeschichtliche Einordnung
Oskar Kalbus versuchte 1935, aus einer nationalsozialistischer Sichtweise, unter der Kapitelüberschrift „Feldgrauer Filmkitsch“ eine Einordnung dieses Filmgenres, das vor allem 1914 und 1915 im Deutschen Reich eine wahre Hausse erlebte. Er schreibt:

„Ein gewisser Stamm routinierter Filmfabrikanten ließ sich aber nicht ängstlich machen. Zuerst einmal ließen sie ihre mannigfaltigen Beziehungen spielen, um vom Kriegsdienst befreit zu werden, denn sie fühlten sich, eingedenk eines altrömischen Erfahrungssatzes, berufen, in der ruhigeren Heimat dem deutschen Volk mit sensationellen Treffern „panem et circensis“ zu bieten, d.h. in ihrem Sinne: Erholung und Zerstreuung, Ermunterung und Ermutigung. Alles das sollte nun das Kino bieten. Man hoffte, daß die allgemeine Freude an den Siegen unseres Heeres den Wunsch nach Mitteilsamkeit, nach ablenkenden Erlebnissen und vor allen Dingen nach Zusammenballung der Menschen im „Theater des kleinen Mannes“ zeitigen würde. So entstand über den aktuellen Filmaufnahmen von den Kriegsschauplätzen hinaus der feldgraue Filmkitsch – oder der sogenannte „patriotische“ Film der Jahre 1914/15.“